# Île Saint-Riom
L'île Saint-Riom est une petite île bretonne située dans la baie de Saint-Brieuc à l'entrée de l'anse de Paimpol, au sud de l'île de Bréhat, dans le département des Côtes-d'Armor. Elle se trouve à 1,5 km à l'est de la pointe de Pors-Even et fait partie de la commune de Ploubazlanec.
L'île Saint-Riom est au kilomètre zéro du chemin breton de Saint-Jacques de Compostelle.

## Géographie

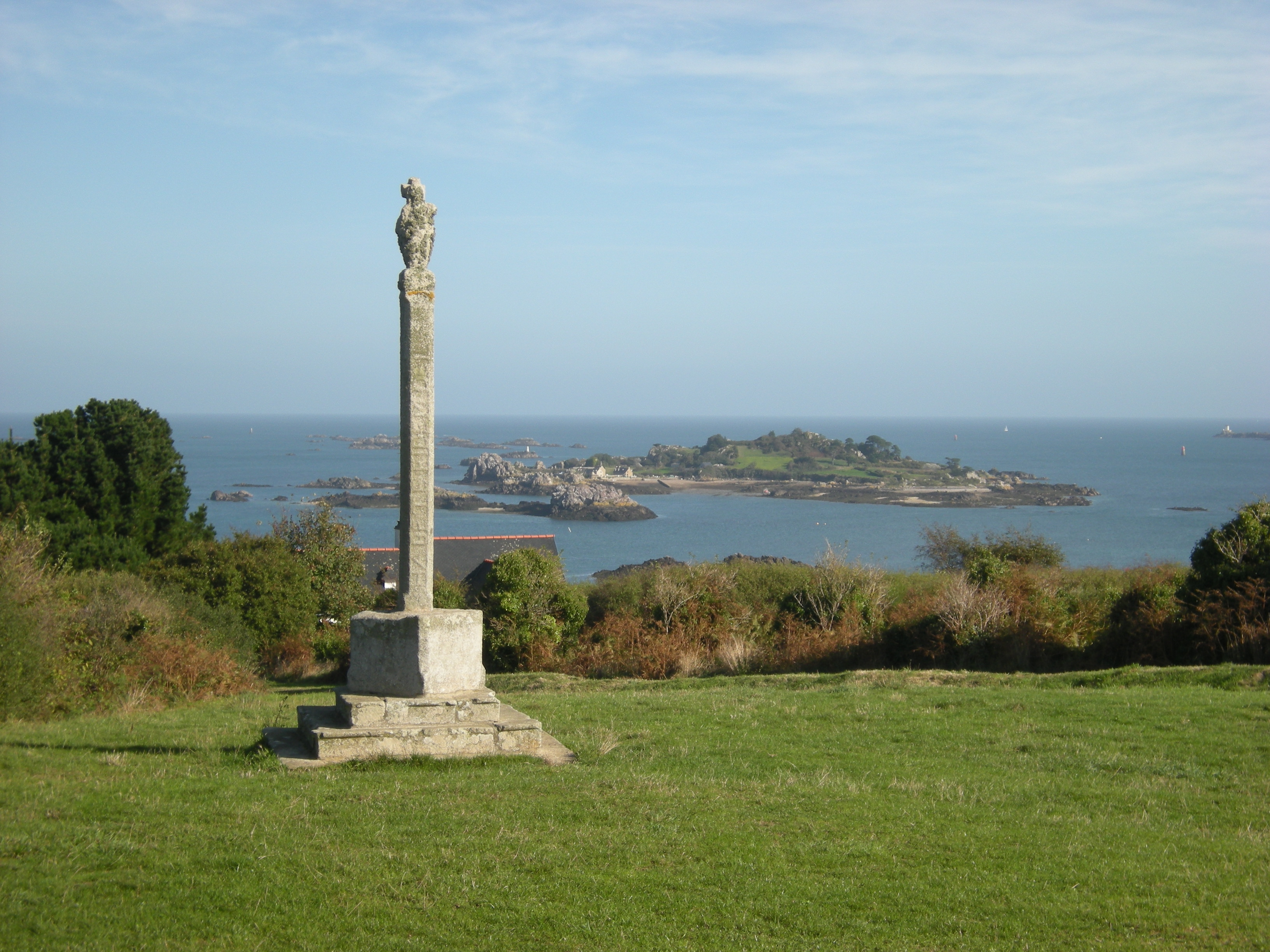
L'île Saint-Riom vue depuis la Croix des veuves.

L'île mesure 721 mètres sur un axe grossièrement est-ouest pour une largeur maximale de 350 mètres. D'une superficie de plus de 9 hectares, l'île est vallonnée, culminant à 41 mètres à Crec'h Guen au sud de l'île. Environ la moitié de l'île est cultivée, dans de petites dépressions orographiques,.
Il y a des élevages d'huîtres sur l'estran.

## Histoire
L'île porte le nom de saint Riom ou Rion, saint fort méconnu. Une source évoque le possible glissement Rhian/Rhien en Rion (francisé plus tardivement en « Adrien »). Cela semble très vraisemblable puisque Rhian était un compagnon de saint Maudez.
Des traces d'occupation monachique sont attestées, sans qu'il soit encore permis de conclure qu'elles datent de saint Riom (saint Riom est présumé avoir fondé l'oratoire sur l'île de Caro) : elles n'ont jamais fait l'objet de fouilles sérieuses.
En 1184 une abbaye de Prémontrés est fondée sur l'île, dont on peut encore voir quelques ruines aujourd'hui, dédiée à saint Riom. En 1202, les moines de Saint-Victor qui l'occupent quittent l'île pour s'installer à l'abbaye de Beauport ; l'île devient alors une dépendance de l'abbaye continentale. Les moines abandonnent définitivement le contrôle de l'île au cours du XVIIIe siècle.
Des traces de plusieurs gored [mot breton] (barrages servant de pièges à poissons) édifiés probablement au XIIIe siècle ont été retrouvés autour de l'île. 
En 1875, l'île est la propriété d'un armateur paimpolais, Armez, et est exploitée avec la présence d'une ferme et de deux maisons. Par la suite, l'île va changer plusieurs fois de mains et être utilisée comme résidence estivale. En 1900, la famille Hamelle rénove la chapelle et transforme les anciens bâtiments monastiques en habitation. Les terres sont de nouveaux exploitées et des plantations d'agrément sont faites. Les nouveaux résidents nomment alors eux-mêmes les différents lieux de l'île (pointes, plage, etc.). Elle a été remise en culture maraichère en 1978, produisant principalement de la pomme de terre nouvelle. L'île est située depuis 1981 dans un périmètre classé. 
L'île est achetée en 1999 par Patrice Allain-Dupré pour la somme de 3 500 000 francs après signature d'une convention avec le Conservatoire national du littoral pour une gestion écologique de l'île et la conservation de son patrimoine,. Le propriétaire investit environ six millions d’euros pour restaurer la chapelle et les six maisons alentours, et rendre l’île autonome en eau et en électricité grâce au creusement d'un puits et à l'installation de panneaux solaires. Le projet comprend un institut de recherche scientifique sur l'estran, un centre de recherche agricole biologique et un espace accueillant des séminaires d'entreprise.

## Patrimoine naturel inventorié
L'île est incluse dans deux zones Natura 2000 :
Zone de protection spéciale (ZPS, directive Oiseaux)
Toute l'île est comprise dans la grande zone de protection spéciale (ZPS) de « Tregor Goëlo », un site Natura 2000 selon la directive Oiseaux qui couvre 91 228 hectares répartis sur 27 communes des Côtes-d'Armor.
Zone spéciale de conservation (ZSC, directive Habitat)
L'île est également incluse dans la zone spéciale de conservation (ZSC) de « Tregor Goëlo », un site d'intérêt communautaire (SIC) selon la directive Habitat qui couvre 91 438 hectares au total.